# Cape Freels
Cape Freels är en udde i Kanada.   Den ligger i provinsen Newfoundland och Labrador, i den östra delen av landet, 1 700 km öster om huvudstaden Ottawa.
Terrängen inåt land är mycket platt. Havet är nära Cape Freels österut. Trakten är glest befolkad. Närmaste större samhälle är New-Wes-Valley, 12,1 km söder om Cape Freels. 